# Natalia Bajor
Natalia Olimpia Bajor (Brzeg, 7 de marzo de 1997) es una deportista polaca que compite en tenis de mesa.
Ganó una medalla de bronce en los Juegos Europeos de Minsk 2019 y dos medallas de bronce en el Campeonato Europeo de Tenis de Mesa, en los años 2019 y 2024.

## Palmarés internacional
| Juegos Europeos    | Juegos Europeos     | Juegos Europeos   | Juegos Europeos |
| Año                | Lugar               | Medalla           | Prueba          |
| ------------------ | ------------------- | ----------------- | --------------- |
| 2019               | Minsk (Bielorrusia) | Medalla de bronce | Equipo          |
| Campeonato Europeo |                     |                   |                 |
| Año                | Lugar               | Medalla           | Prueba          |
| 2019               | Nantes (Francia)    | Medalla de bronce | Equipo          |
| 2024               | Linz (Austria)      | Medalla de bronce | Dobles          |